# Бехайм, Джим
Джеймс Артур (Джим) Бехайм (англ. James Arthur "Jim" Boeheim, род. 17 ноября 1944 года) — американский баскетбольный тренер, в настоящее время работающий главным тренером мужской баскетбольной команды Сиракуззского университета «Сиракьюс Орандж», а также ассистентом тренера мужской сборной США по баскетболу. За свою карьеру Бехайм девять раз приводил «Орандж» к победе в регулярном чемпионате конференции Big East, к пяти чемпионским титулам турнира конференции Big East, 28 раз выводил команду в турнир NCAA и трижды до финала турнира NCAA. В 1987 году в финале турнира «Орандж» проиграли Индиане, в 1996 году Кентукки, а в 2003 году стали чемпионами турнира.

## Ранние годы
Бехайм родился в 1944 году в немецко-американской семье у родителей Джанет и Джеймса Бехайма-старшего в Лайонсе, штат Нью-Йорк, небольшом городке в 57 милях к западу от Сиракьюсе (штат Нью-Йорк). Его семья владела похоронным бюро, основанным его прадедом в середине 1800-х годов. Он окончил Центральную среднюю школу Лайонса, где выступал за команду тренера Дика Блэквелла.
В 1962 году он поступил в Сиракузский университет и получил степень бакалавра социальных наук. На первом курсе Бехайм начал играть в баскетбол. К выпускному курсу он стал капитаном команды и товарищем по команде своего соседа по комнате первокурсника, американца Дэйва Бинга.
Бехайм также работал ассистентом тренера мужской сборной США по баскетболу на чемпионатах мира 1990 года, 2006 и 2010 годов, а также Олимпийских игр 2008, 2012 и 2016 годов. Кроме того, Джим был председателем мужского молодёжного национального комитета Федерации баскетбола США с 2009 по 2012 год и президентом Национальной ассоциации баскетбольных тренеров с 2007 по 2008 год, а позже работал там в совете директоров. В сентябре 2005 года Бехайм был введён в Зал славы баскетбола. Однако из-за нарушений баскетбольной программой Сиракуз, NCAA лишило его 101 победы в чемпионате. Джим объявил, что завершит тренерскую карьеру по окончании сезона 2017/18 годов.
В 2001 году у Бехайма диагностировали рак и тренер со своей женой организовали фонд Джима и Джули Бехайм, все средства которого направляются на борьбу с этим заболеванием.
В 2015 году Бехайм объявил, что уйдет в отставку в марте 2018 года. Однако после ухода его многолетнего помощника и предполагаемого преемника Майка Хопкинса в 2017 году контракт Бехайма был продлен «Сиракьюс Орандж» после 2017 года на неизвестный срок. После сезона 2022-23 Бехайма сменил бывший разыгрывающий и помощник тренера «Сиракьюс Орандж» Эдриан Автри.
Бехайм остался в «Сиракьюс», получив новую должность — специальный помощник спортивного директора. Наследие Бехайма было отмечено спортивными СМИ.